# Абібуллаєв Осман Абібулла-огли
Осман Абібулла огли Абібуллаєв (азерб. Osman Həbibulla oğlu Həbibullayev; нар. 28 вересня 1913, Бахчисарай, Сімферопольський повіт, Таврійська губернія, Російська імперія — 9 вересня пом. 1970) — азербайджанський радянський археолог, кандидат історичних наук, старший науковий співробітник Інституту історії Академії наук Азербайджанської РСР, дослідник пам'яток Нахічеванської культури епохи бронзи і раннього заліза тощо, що здійснив значний вклад у дослідження археології Азербайджану і Кавказу.
У роботах Абібуллаєва отримали подальший розвиток проблеми куро-аракської культури, збагачені новим археологічним матеріалом. Абібуллаєв близько десяти років займався дослідженням пам'ятника Кюльтепе I поблизу Нахічевані, де вперше в Закавказзі під куро-аракським шаром були відкриті більш давні культурні нашарування. Вчений присвятив спеціальну монографію даного пам'ятника, а також написав серію публікацій.

## Біографія

### Ранні роки
Осман Абібулла огли Абібуллаєв народився 28 вересня 1913 року в місті Бахчисарай Таврійської губернії в сім'ї вчителя. Батьків рано втратив і ріс у дитячому будинку, де здобув початкову освіту.
У 1930 році закінчив середню школу в Сімферополі. Потім працював учителем, фрезерувальником. Незабаром переїхав до Нахічевані, де був призначений на посаду технічного секретаря обкому партії, а потім бібліотекаря обласного парткабінету. У 1938 році Абібуллаєв закінчив учительські курси і був направлений учителем у село Баскал. Педагогічну діяльність Абібуллаєва перервала німецько-радянська війна. Осман Абібуллаєв брав участь у боях за Крим і на Північному Кавказі, тричі був важко поранений, контужений. За участь у радянсько-німецькій війні Осман Абібуллаєв був нагороджений медалями «За оборону Кавказу» та «За перемогу над Німеччиною».

### Початок роботи в Інституті історії
Після демобілізації з інвалідності наприкінці 1943 року Абібуллаєв у 1944 році вступив на сходознавчий факультет Азербайджанського державного університету, який успішно закінчив у 1948 році.
Наприкінці 1947 року Абібуллаєв почав працювати в Інституті історії Академії наук Азербайджанської РСР. Спочатку обіймав посаду лаборанта у відділі археології, а потім став молодшим науковим співробітником. Брав участь у роботі низки великих археологічних експедицій Академії наук Азербайджанської РСР і Академії наук СРСР. Зокрема, брав участь у Гобустанській, Мінгячевірській, Мільській (на городищі Оренкала) та інших експедиціях. Пізніше Абібуллаєв очолив загін, а незабаром і експедицію з дослідження давніх пам'яток на території Нахічеванської АРСР. Так, під керівництвом Олександра Ієссена він очолював загін експедиції з дослідження пам'яток енеоліту та доби бронзи на території Нахічеванської АРСР і в Ходжали (Нагірно-Карабаська АО).

### Вивчення пам'яток Нахічевані
У 1951 році Абібуллаєв став вести систематичні ремонтні роботи на багатошаровому поселенні Кюльтепе I поблизу міста Нахічевань. У 1959 році Абібуллаєв захистив кандидатську дисертацію, в основу якої лягли перші підсумки його розкопок на Кюльтепе I. Того ж року була опублікована книга Османа Абібуллаєва «Археологічні розкопки в Кюльтепі», в якій були узагальнені результати його перших розкопок.

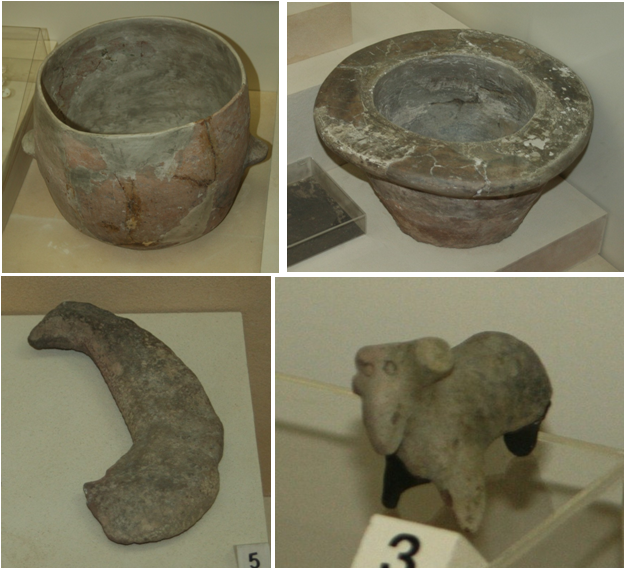
Виставлені в Музеї історії Азербайджану знахідки з пам'ятника Кюльтепе I, малюнки яких наведено у статті О. Абібуллаєва «Деякі підсумки вивчення пагорба Кюльтепе в Азербайджані» (Радянська археологія, 1963, № 3)

Розкопки, які Абібуллаєв вів на пагорбі Кюльтепе, зафіксували послідовні нашарування різних культурних шарів. Археологом, серед інших, були також встановлені культурні нашарування епохи енеоліту в Кюльтепі. Це були перші дані найдавнішою осіло-землеробської культури Закавказзя.
У середині 1960-х років Осман Абібуллаєв приступив до написання монографії «Енеоліт та епоха бронзи на території Нахічеванської АРСР», опублікованій в 1982 році. Робота, яка за задумом автора, повинна була охопити доби енеоліту, ранньої та середньої бронзи Нахічевані, була написана на основі археологічних матеріалів, більшість яких, було здобуто самим Абібуллаєвим. Крім місцевих матеріалів Абібуллаєв досліджував і величезну кількість порівняльного матеріалу з інших пам'яток Кавказу і суміжних областей Сходу. Дана робота Абібуллаєва, як зазначає історик Гудрат Ісмайлов, являє собою цінний внесок у радянську археологію. Ісмайлов зазначає, що ознайомлення з цією працею Абібуллаєва переконує в тому, що «глибоке та ґрунтовне знання автором досліджуваних питань дозволило йому на високому науковому рівні» виконати завдання висвітлення культурно-історичного розвитку Нахічеванського краю на великому відрізку часу. Ця монографія Абібуллаєва була представлена до захисту на здобуття наукового ступеня доктора історичних наук.
Наприкінці 1960-их років Осман Абібуллаєв брав участь у роботі Нахічеванської археологічної експедиції. У 1969 році поблизу могильника Кизил-Ванк Абібуллаєвим були відкриті залишки стародавнього поселення, що належало до цього некрополя. У цей же період Абібуллаєв брав участь у розкопках багатошарового пам'ятника Кюльтепе II.
Крім присвяченій Кюльтепе монографії, Абібуллаєв за час своєї роботи в Інституті історії Азербайджанської РСР опублікував ряд статей на сторінках періодичних наукових видань центральних інститутів Академії наук СРСР і Академії наук Азербайджанської РСР, а також статті у Великій радянській енциклопедії і в багатотомній історії СРСР, був одним із авторів колективної праці «Археологія Азербайджану», де були узагальнені його дослідження доби енеоліту, ранньої і середньої бронзи.
Осман Абібуллаєв займався підготовкою молодих кадрів, якими були успішно захищені кандидатські дисертації на тему давньої археології Азербайджану. Абібуллаєв виступав також на наукових сесіях, проведених Інститутом археології АН СРСР та Інститутами історії АН Азербайджанської, Вірменської та Грузинської РСР.
Помер Осман Абібуллаєв 9 вересня 1970 року. За словами історика і археолога Гудрата Ісмайлова, смерть Абібуллаєва, який «так багато зробив для археології Кавказу», стала важкою втратою для археології країни. На думку археологів В. Алієва та М. В. Мінкевич-Мустафаєвої, Осман Абібуллаєв вніс великий внесок у розвиток археологічної науки в Азербайджані.

## Деякі роботи
- Раскопки холма Кюль-тапа // Краткие сообщения ИИМК. — 1953. — Вип. 51 (23 березня). — С. 36—45.
- К изучению холма Кюльтепе // Труды Института истории и философии АН Азерб. ССР. — 1956. — Т. IX (23 березня). — С. 5-25.
- Первые итоги раскопок Кюльтепе (Нахичеванск. АССР) // Труды Музея истории Азербайджана. — Б., 1957. — Т. II (23 березня).
- Археологические раскопки холма Кюльтепе. (Поселение конца неолита — начала железа). Автореф. канд. дисс. (АГУ им. С. М. Кирова). — Б. : Издательство Академии наук Азербайджанской ССР, 1959. — 17 с.
- Археологические раскопки в Кюльтепе. — Б. : Издательство Академии наук Азербайджанской ССР, 1959. — 128 с. (азерб.)
- Раскопки холма Кюльтепе близ Нахичевани в 1955 г. // Материалы и исследования по археологии СССР. — 1959. — № 67 (23 березня).
- Поселение Кюль-Тепе // МИА. — 1959. — № 67 (23 березня).
- Энеолитическая культура Азербайджана (по материалам Кюльтепе) // МАД. — 1961. — № 2 (23 березня).
- Материалы Шахтахтинского погребения // Известия АН Азерб ССР. — 1961. — № 5 (23 березня). — С. 27-37.
- Некоторые итоги изучения холма Кюль-Тепе в Азербайджане // Советская археология. — 1963. — № 3 (23 березня). — С. 157-168.
- Погребальные памятники из поселения Кюль-Тепе в Азербайджане // Археологические исследования в Азербайджане. — Б., 1965. — 23 березня. — С. 24—44.
- К вопросу о древней металлургии Азербайджана (по материалам поселения Кюльтепе) // МИА СССР. — 1965. — № 125 (23 березня).
- Остатки жилищ во втором слое поселения Кюль-тепе около Нахичевана // МИА. — 1965. — № 125 (23 березня).
- Памятники эпохи бронзы Нахичеванской АССР // МВСПИАЭИ. — 1969. — 23 березня. (разом з В. Алієвим)
- Новые археологические находки из Нахичевани // Доклады АН АзССР. — 1969. — № 8 (23 березня). (разом з В. Алієвим) (азерб.)
- Об энеолитической расписной керамике Азербайджана // Материальная культура Азербайджана. — Б., 1976. — Т. VIII (23 березня). — С. 5—14. (разом з В. Алієвим) (азерб.)
- Энеолит и бронза на территории Нахичеванской АССР. — Б. : Элм, 1982.